# Famille Caroillon
La famille Caroillon est une famille éteinte originaire du village de Perrogney (Haute-marne). De condition modeste et rurale au début du XVIIe siècle, elle appartint dès le XVIIIe siècle à la haute bourgeoise parisienne.
Elle donna deux branches dites Caroillon des Tillières (éteinte en 1853) et Caroillon de Vandeul (éteinte en 1911) qui firent fortune dans le commerce et la finance.
L'un des membres de cette dernière branche, Abel-François Caroillon de Vandeul, épousa en 1772 Marie-Angélique Diderot, fille de Denis Diderot.
La famille Caroillon de Villecourt, actuellement subsistante et également originaire de Champagne, pourrait en être issue, mais aucun lien généalogique n'a été formellement démontré.

## Histoire
La famille Caroillon est originaire du village de Perrogney en Haute-Marne où elle est de condition modeste du XVIIe siècle. Au début du XVIIe siècle, Jean Caroillon exerce la profession de simple laboureur,.
Son fils, Denis Caroillon, né en 1667, devint marchand et épousa Catherine Mathey dont il eut huit enfants. C'est de ce mariage que date l'ascension sociale de la famille Caroillon. Deux de ses fils, Toussaint et Nicolas prospérèrent.
Toussaint Caroillon établit à Langres un commerce de vin. Il se maria deux fois et eut une nombreuse postérité.
Nicolas Caroillon, son frère, épousa vers 1740 Simone Lassalette, fille d'un entreposeur de tabac à Langres et succéda à son beau-père dans son office d'entreposeur de tabac et y ajouta un commerce d'huiles, un activité de marchand de bois, de banquier et d'amodiateur des biens de la Congrégation de Notre-Dame des Nonnains de Troyes. Il laissa trois fils, François-Nicolas Caroillon de Vandeul, Claude Caroillon des Tillières et Abel-Pierre Caroillon de Melville (né en 1753) qui acquit en 1759 une charge anoblissante de secrétaire du roi et ne paraît pas avoir laissé de postérité.
Ses deux fils aînés furent les auteurs de deux rameaux dits Caroillon de Vendeul et Caroillon des Tillières.

## Branche Caroillon des Tillières
Claude Caroillon des Tillières, intéressé dans les affaires du roi, fut un des plus riches financiers de son temps. Il fut pourvu le 23 avril 1786 de la charge anoblissante de secrétaire du roi et obtint de d'Hozier en 1789 le règlement de ses
armoiries De son mariage avec Melle Magallon du Mirail, il eut une fille, héritière de biens considérables, qui épousa en 1817 le marquis d'Osmond.
Cette branche s'est éteinte en 1853 avec Aimée Caroillon des Tillières (née en 1797) mariée en 1817 avec Rainulphe d'Osmond.

## Branche Caroillon de Vandeul
Abel François Nicolas Caroillon de Vandeul, intéressé dans les affaires du roi, fut pourvu de la charge anoblissante de trésorier de France et épousa en 1772 Marie-Angélique Diderot, fille de Denis Diderot.
Madame Caroillon de Vendeul (Marie-Angélique Diderot), qui rassembla à la mort de son père les manuscrits de celui-ci, critiqua les éditions de l'œuvre de Diderot qui ont commencé à paraître quelques années après sa mort. On a pu penser qu'elle s'opposait à ce que ses œuvres soient publiées, mais il semble qu'elle eut préféré être consultée avant leur publication. Elle ne collabora pas avec Jacques-André Naigeon pour la première édition posthume des œuvres de son père, car la famille Caroillon ne partageait pas le zèle révolutionnaire et les sentiments antireligieux de Naigeon. Des éléments semble démontrer qu'elle avait le désir de préparer sa propre édition des œuvres de son père. On lui a reproché d'avoir fait, dans une démarche de puritanisme et des sentiments réactionnaires, des changements et des suppressions dans l'œuvre  manuscrite de Diderot sur des passages « lestes »  et des opinions « avancées ».
Leur fils, Denis-Simon Caroillon de Vandeul (1775-1850), fut député de la Haute-Marne, ministre plénipotentiaire et pair de France de 1839 à 1848.  De son mariage en 1811 avec Eugénie-Romaine Cardon, il eut une fille, marié en 1834 au baron Levavasseur, et deux fils. L'aîné, Eugène Caroillon de Vandeul († 1870) marié à  Marie Charlotte Holtermann, puis en 1865 à Clémence Isaure Maximilienne Cardon, fut député de la Haute-Marne en 1849.
Cette branche s'est éteinte en 1911 avec Charles Denis Albert Caroillon de Vandeul (né en 1837), industriel, maire d'Orquevaux de 1884 à 1911, mort sans alliance dernier de sa famille.

## Famille Caroillon de Ville court
Sans qu'un lien ne soit  formellement établi, Pierre-Marie Dioudonnat indique dans Le Simili-nobiliaire de France (2002) une famille Caroillon de Villecourt « vieille famille de la Réunion, originaire de Champagne » issue de François-Denis Caroillon de Villecourt, né vers 1728 à Langres et qui s'établit à Bourbon vers 1768. Il était le fils de Toussaint Caroillon de Villecourt et de Marie Girard.

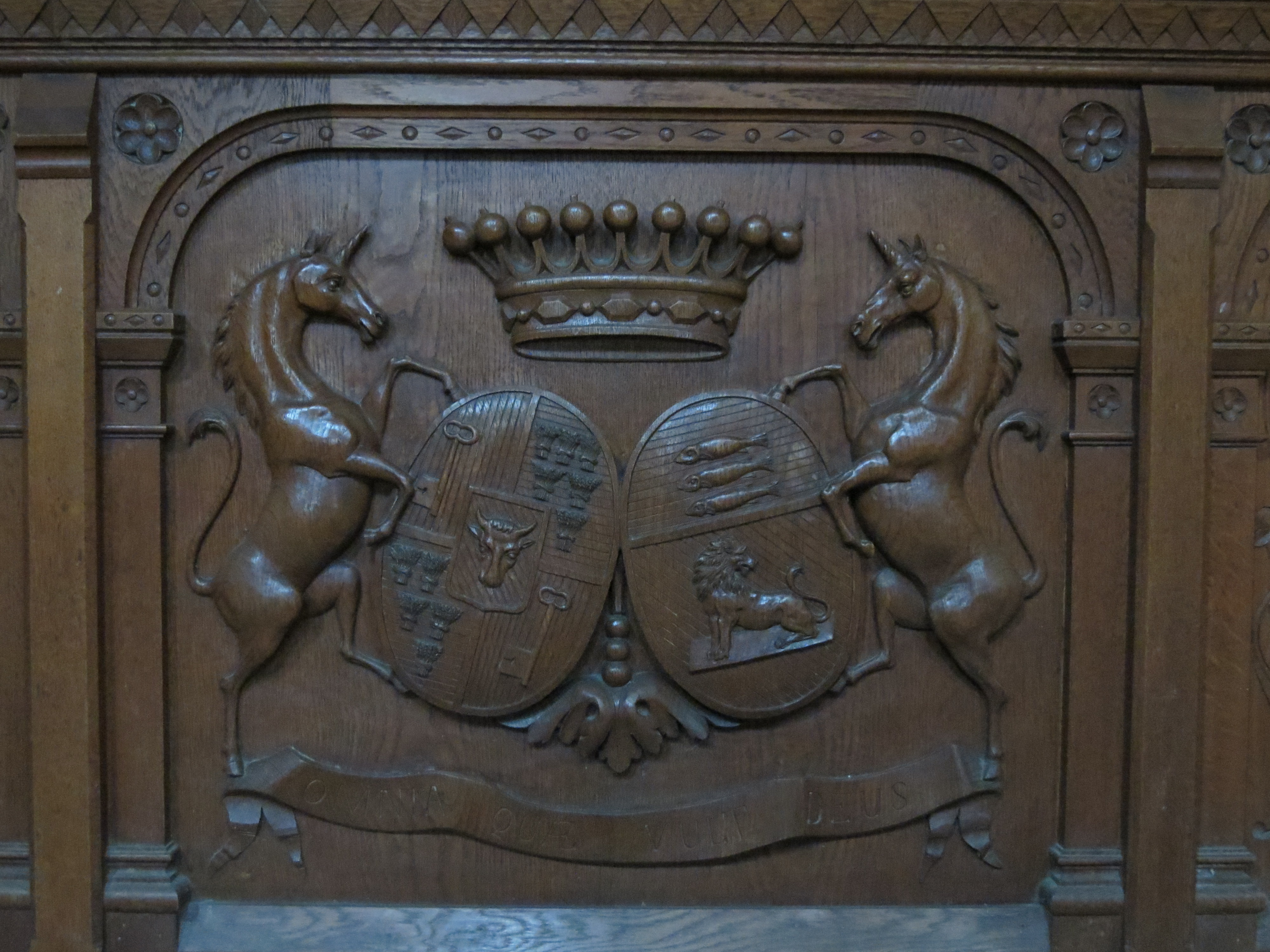
Armes Levacher d’Urclé et Caroillon de Vandeul

## Armes
- En 1786, Claude Caroillon des Tillières obtint de d'Hozier un règlement d'armoiries qui lui concédait les armes De sinople à un lion d'argent porté sur un carreau de même, la tête contournée ; au chef cousu d'azur chargé de trois poissons d'or[1].

## Généalogie simplifiée
Selon Louis Marcel (Le frère de Diderot) et Gustave Chaix d'Est-Ange, on peut établir la filiation suivante
- Jean Caroillon (1630-1703), laboureur à Perrogeny.
  - Denis Caroillon (1666-1721), laboureur puis marchand à Perrogney, marié en 1690 avec Catherine Mathey.
    - Nicolas Caroillon (1708-1766), entreposeur des tabacs à Langres, marié en 1736 à Simone Lasalette, fille de Pierre Lasalette, mégissier puis entreposeur des tabacs à Langres et contrôleur des fermes, seigneur engagiste de Montigny-le-Roi, mégissier, puis entreposeur des tabacs à Langres, puis contrôleur des fermes dont quatre fils.
      - Abel François Nicolas Caroillon de Vandeul (1746-1830), trésorier de France, marié en 1772 à Marie-Angélique Diderot, fille de Denis Diderot.
        - Denis-Simon Caroillon de Vandeul (1775-1850), maître des forges, député de la Haute-Marne (1827-1839), pair de France (1839-1848), conseiller général de la Seine, officier de la Légion d'honneur, propriétaire de l'abbaye d'Auberive et du château de Soisy-sur-Seine, marié en 1811 avec Eugénie Cardon.
          - Marie Anne Wilhelmine Caroillon de Vandeul (1813-1900).
          - Louis Alfred Caroillon de Vandeul (1814-1904)[6], maire de Soisy-sur-Seine de 1878 à 1884.
          - Eugène Abel François Caroillon de Vandeul (1812-1870), auditeur au Conseil d'État, député de la Haute-Marne (1849-1851), marié en 1836 avec Marie Charlotte Holtermann, puis en 1867 avec Clémence Isaure Maximilienne Cardon.
            - Charles Denis Albert Caroillon de Vandeul (1837-1911), industriel, maire d'Orquevaux de 1884 à 1911. Sans alliance.

      - Claude-Xavier Caroillon des Tillières (1748-1814), maître des forges du comte d'Artois, fermier général, anobli par une charge de secrétaire du roi en 1786, marié en 1791 à Françoise-Aimée Magallon du Mirail.
        - Aimée Caroillon des Tillières (1797-1853) mariée en 1817 avec Rainulphe d'Osmond, marquis d'Osmond, menin du Dauphin en 1828.

      - Pierre Abel Théophile Caroillon  dit Caroillon de Melville (1753-1796), fermier général, secrétaire du roi en 1789. Sans alliance.
      - Denis François Georges Caroillon dit Caroillon de La Charmotte (1754-1803), chef à la régie des domaines du roi. Sans alliance.

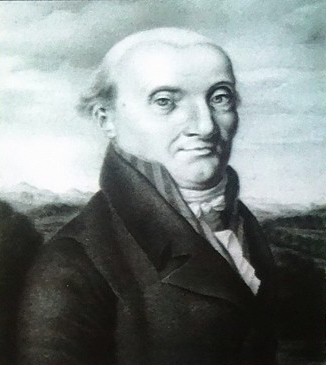
Abel Caroillon de Vandeul
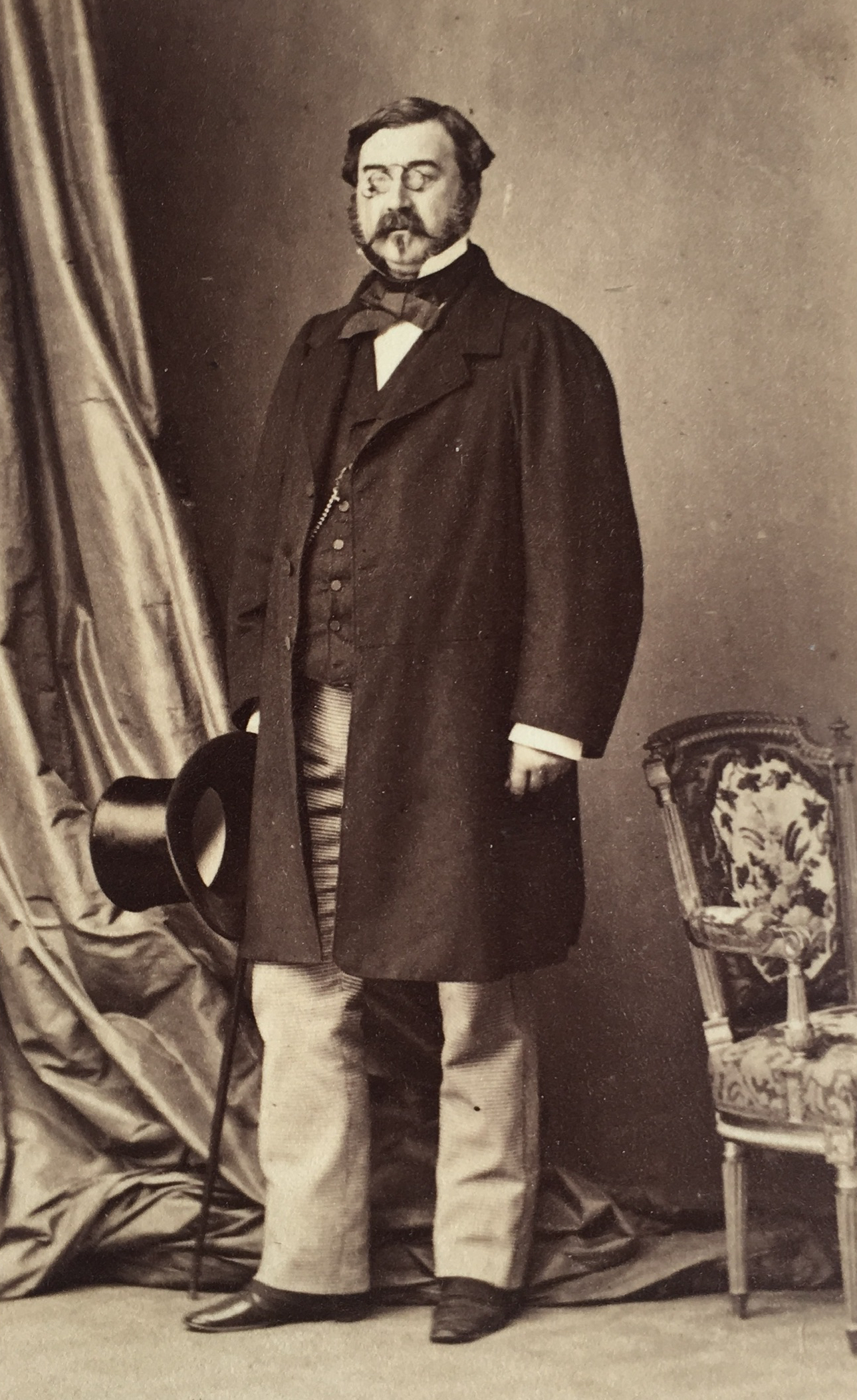
Eugène Abel François Caroillon de Vandeul
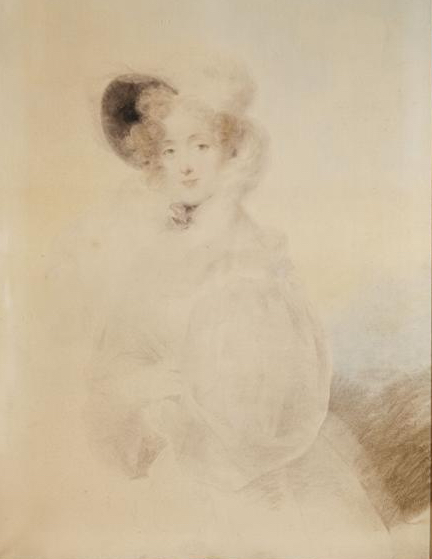
Aimée Caroillon des Tillières

## Personnalités
- Claude-Xavier Caroillon des Tillières (1748-1814), maître des forges du comte d'Artois, fermier général , anobli par une charge de secrétaire du roi en 1786.
- Abel François Nicolas Caroillon de Vandeul (1746-1830), premier commis des Finances (1785), directeur des domaine du roi, manufacturier, maître de forges, il achète l'Abbaye d'Auberive comme bien national, marié en 1772 avec la fille de Denis Diderot.
- Denis-Simon Caroillon de Vandeul (1775-1850), député de la Haute-Marne (1827-1839), pair de France (1839-1848), officier de la Légion d'honneur, propriétaire du château de Soisy-sur-Seine.
- Louis Alfred Caroillon de Vandeul (1814-1900), maire de Soisy-sur-Seine (1878-1884) Un boulevard de la ville porte le nom de Vandeul. Il fit don d'un tableau à l'État français : Le cortège de Thétis (notice en ligne)
- Eugène Abel François Caroillon de Vandeul (1812-1870) auditeur au Conseil d’État, conseiller général (1848-1870) et député de la Haute-Marne (1849-1851).
- Charles Denis Albert Caroillon de Vandeul (1837-1911), donateur au Musée du Louvre d'une esquisse d'un monument funéraire dit du prince Alexandre Mikhailovitch Golitsyne par Jean-Antoine Houdon, d'un portrait de Denis Diderot par Louis-Michel van Loo et d'un buste en bronze de Denis Diderot par Jean-Baptiste Pigalle[7]. Il lègue au diocèse de Langres les fonds nécessaires pour la construction de l'église d'Orquevaux et de celle de l'asile des vieillards de Saint-Dizier[8].